# Капелула
Капелу́ла (англ. Kapelula) — традиційна громада у складі дистрикту Касунгу Центрального регіону Малаві.
Населення — 31605 осіб (2018).